# Mops midas
Mops midas es una especie de murciélago de la familia Molossidae.

## Distribución geográfica
Se encuentra en África Subsahariana, Madagascar y la  península arábiga.